# Andorra i olympiska spelen
Andorra deltog för första gången i olympiska spelen år 1976. De har deltagit i samtliga spel sedan dess.
Andorra har aldrig vunnit någon medalj i vare sig vinter- eller sommarspelen. De tävlar vanligtvis i simning, friidrott, skytte och gymnastik vid sommarspelen och alpin skidåkning och längdskidåkning vid vinterspelen.
Landet har varit representerade av Comité Olímpic Andorrà sedan 1976.

## Medaljer
| Guld | Silver | Brons | Totalt antal medaljer |
| ---- | ------ | ----- | --------------------- |
| 0    | 0      | 0     | 0                     |

### Medaljer efter sommarspel
| Spel             | Guld | Silver | Brons | Totalt |
| Montréal 1976    | 0    | 0      | 0     | 0      |
| Moskva 1980      | 0    | 0      | 0     | 0      |
| Los Angeles 1984 | 0    | 0      | 0     | 0      |
| Seoul 1988       | 0    | 0      | 0     | 0      |
| Barcelona 1992   | 0    | 0      | 0     | 0      |
| Atlanta 1996     | 0    | 0      | 0     | 0      |
| Sydney 2000      | 0    | 0      | 0     | 0      |
| Aten 2004        | 0    | 0      | 0     | 0      |
| Peking 2008      | 0    | 0      | 0     | 0      |
| London 2012      | 0    | 0      | 0     | 0      |
| Totalt           | 0    | 0      | 0     | 0      |

### Medaljer efter vinterspelen
| Spel                | Guld | Silver | Brons | Totalt |
| Innsbruck 1976      | 0    | 0      | 0     | 0      |
| Lake Placid 1980    | 0    | 0      | 0     | 0      |
| Sarajevo 1984       | 0    | 0      | 0     | 0      |
| Calgary 1988        | 0    | 0      | 0     | 0      |
| Albertville 1992    | 0    | 0      | 0     | 0      |
| Lillehammer 1994    | 0    | 0      | 0     | 0      |
| Nagano 1998         | 0    | 0      | 0     | 0      |
| Salt Lake City 2002 | 0    | 0      | 0     | 0      |
| Turin 2006          | 0    | 0      | 0     | 0      |
| Vancouver 2010      | 0    | 0      | 0     | 0      |
| Totalt              | 0    | 0      | 0     | 0      |